# Liste der Kulturdenkmäler in Ellenz-Poltersdorf
In der Liste der Kulturdenkmäler in Ellenz-Poltersdorf sind alle Kulturdenkmäler der rheinland-pfälzischen Ortsgemeinde Ellenz-Poltersdorf mit den Ortsteilen Ellenz und Poltersdorf aufgeführt. Grundlage ist die Denkmalliste des Landes Rheinland-Pfalz (Stand: 21. September 2023).

## Einzeldenkmäler
| Bezeichnung                          | Lage                                                   | Baujahr                    | Beschreibung | Bild                                    |
| ------------------------------------ | ------------------------------------------------------ | -------------------------- | --- | --------------------------------------- |
| Brunnen                              | Ellenz, Brunnenstraße                                  |                            | Brunnen | Direkt Bild zu diesem Denkmal hochladen |
| Katholische Kirche St. Martin        | Ellenz, Hauptstraße 1 Lage                             | 1905                       | zweischiffige neugotische Halle, Bruchstein, Fassade mit neugotischen Steinfiguren, Treppenturm, 1905 | weitere Bilder Fotos hochladen          |
| Kriegerdenkmal                       | Ellenz, Hauptstraße, vor Nr. 1 Lage                    | 20. Jahrhundert            | Kriegerdenkmal, reliefierter Pylon | BW                                      |
| Wohnhaus                             | Ellenz, Hauptstraße 6 Lage                             | 1907                       | eingeschossiger Bruchsteinbau, Neurenaissance, 1907 | BW                                      |
| Schulhaus                            | Ellenz, Hauptstraße 16 Lage                            | Mitte des 19. Jahrhunderts | ehemalige Schule; Bruchsteinbau, Mitte des 19. Jahrhunderts | BW                                      |
| Wohnhaus                             | Ellenz, Hauptstraße 18 Lage                            | um 1900                    | Bruchsteinbau, um 1900 | BW                                      |
| Wohnhaus                             | Ellenz, Hauptstraße 24 Lage                            | 16. Jahrhundert            | Fachwerkhaus, teilweise massiv, 16. Jahrhundert und jünger | BW                                      |
| Wohnhaus                             | Ellenz, Hauptstraße 34 Lage                            | 1622                       | Fachwerkhaus, teilweise massiv, Krüppelwalmdach, bezeichnet 1622 | Fotos hochladen                         |
| Rathaus                              | Ellenz, Hauptstraße 41 Lage                            | 1541                       | Fachwerkhaus, teilweise massiv, bezeichnet 1541 | Fotos hochladen                         |
| Wohnhaus                             | Ellenz, Hauptstraße 42 Lage                            | um 1845                    | Bruchsteinbau, um 1845; spätgotische Inschriftplatte mit Wappen Erzbischofs Johann II. von Baden, Steinmetz Peter von Wederath | BW                                      |
| Wohnhaus                             | Ellenz, Hauptstraße 45, St. Sebastianusstraße 9 Lage   | 15. Jahrhundert            | Fachwerkhaus, teilweise massiv, Ständerbau, wohl noch aus dem 15. Jahrhundert (?), dreigeschossiger Fachwerkanbau, teilweise massiv, 18. Jahrhundert | Fotos hochladen                         |
| Heiligenhäuschen                     | Ellenz, Hauptstraße, Ecke St. Sebastianusstraße Lage   |                            | Heiligenhäuschen | BW                                      |
| Brunnen                              | Ellenz, Moselweinstraße, vor Nr. 1 Lage                | 19. Jahrhundert            | Brunnen, Basalt, 19. Jahrhundert | BW                                      |
| Wohnhaus                             | Ellenz, Moselweinstraße 6 Lage                         | um 1900                    | späthistoristischer Putzbau, teilweise Fachwerk, um 1900 | BW                                      |
| Wohnhaus                             | Ellenz, Moselweinstraße 15 Lage                        | um 1845                    | Bruchsteinbau, um 1845, Erweiterung um 1900 | BW                                      |
| Isenburger Hof                       | Ellenz, Moselweinstraße 16 Lage                        |                            | ehemaliger Isenburger Hof; skulptierte Knaggen, spätgotisch (?) | BW                                      |
| Wohnhaus                             | Ellenz, Moselweinstraße 22 Lage                        | 17. Jahrhundert            | Putzbau, teilweise Fachwerk, wohl aus dem 17. Jahrhundert | BW                                      |
| Wohnhaus                             | Ellenz, Neustraße 4 Lage                               | 1914                       | Putzbau, teilweise Fachwerk, Heimatstil, 1914 | BW                                      |
| Keller                               | Ellenz, Neustraße, in Nr. 7 Lage                       |                            | spätmittelalterlicher Gewölbekeller, Takenplatte | BW                                      |
| Wohnhaus                             | Ellenz, Rathausstraße 3 Lage                           | 18. Jahrhundert            | Fachwerkhaus, teilweise massiv, verputzt, abgewalmtes Mansarddach, 18. Jahrhundert | BW                                      |
| Burghaus Warsberg                    | Ellenz, Schulstraße 1/3 Lage                           | nach 1473                  | zweigeschossiger, ursprünglich dreigeschossiger Bruchsteinbau, zwei Rundtürme, wohl nach 1473 | BW                                      |
| Alte Kirche St. Martin               | Ellenz, St. Sebastianusstraße Lage                     | 1494                       | jetzt Friedhofskirche; spätromanischer Westturm, zweischiffiges Langhaus, bezeichnet 1494 und 1499, Chor und Sakristei von 1762; 15 Grabkreuze, 18. und 19. Jahrhundert; drei Sandsteinreliefs, Umkreis oder Nachfolge Hans Ruprecht Hoffmanns; bauliche Gesamtanlage mit Friedhof: Kreuzigungsgruppe, bezeichnet 1670; skulptiertes Grabmal, bezeichnet 1892; Friedhofskreuz, 19. Jahrhundert | Fotos hochladen                         |
| Katholische Sebastianuskapelle       | Ellenz, St. Sebastianusstraße 1 Lage                   | 1624                       | nachgotischer Saalbau, bezeichnet 1624; Wegekreuz, Basalt, bezeichnet 1816 | BW                                      |
| Wohnhaus                             | Ellenz, St. Sebastianusstraße 11 Lage                  | 16. Jahrhundert            | Massivbau, im Kern aus dem 16. Jahrhundert (?) | BW                                      |
| Gemeindehaus                         | Poltersdorf, Goldbäumchenstraße 14 Lage                | Mitte des 19. Jahrhunderts | ehemalige Schule; Putzbau, Mitte des 19. Jahrhunderts | BW                                      |
| Katholische Filialkirche St. Andreas | Poltersdorf, Kirchstraße Lage                          | 1509                       | spätgotischer Westturm mit Durchfahrt, 1509 (?), Saalbau, 1950/52 | weitere Bilder Fotos hochladen          |
| Gymnicher Hof                        | Poltersdorf, Kirchstraße 8 Lage                        | 16. Jahrhundert            | ehemalige Malteser-Kommende; Fachwerkbau, teilweise massiv, Ständerbau, im Kern aus dem 16. Jahrhundert; Fachwerk-Scheune; Schwengelpumpe; Gesamtanlage | Fotos hochladen                         |
| Wohnhaus                             | Poltersdorf, Kurfürstenstraße 30 Lage                  | um 1800                    | Fachwerkhaus, teilweise massiv, abgewalmtes Mansarddach, um 1800 | Fotos hochladen                         |
| Wohnhaus                             | Poltersdorf, Kurfürstenstraße 32 Lage                  | um 1790                    | Fachwerkhaus, teilweise massiv, verputzt, abgewalmtes Mansarddach, um 1790 | weitere Bilder Fotos hochladen          |
| Wohnhaus                             | Poltersdorf, Kurfürstenstraße 34 Lage                  | um 1810                    | Fachwerkhaus, teilweise massiv, verputzt, abgewalmtes Mansarddach, um 1810 | Fotos hochladen                         |
| Wohnhaus                             | Poltersdorf, Raiffeisenstraße, neben Nr. 9 Lage        | 18. oder 19. Jahrhundert   | Fachwerkhaus, teilweise massiv, Krüppelwalmdach, 18. oder 19. Jahrhundert | Fotos hochladen                         |
| Manderscheid-Blankenheimer Hof       | Poltersdorf, Raiffeisenstraße 15 Lage                  | 1792                       | Hofanlage; Mansarddachbau, abgewalmt, bezeichnet 1792, Wirtschaftstrakt, Hofportal bezeichnet 1802 | weitere Bilder Fotos hochladen          |
| Bracher Kapelle                      | Poltersdorf, nördlich des Ortes in den Weinbergen Lage | 1866                       | Weinbergkapelle, oktogonaler Zentralbau, 1866. Erbaut an Stelle der Ruine einer zuvor bestehenden Kapelle, sieben Fußfälle entfernt von der örtlichen Bergkapelle. Gestiftet von Fräulein Hummes nach einem Besuch des Heiligen Landes. | Fotos hochladen                         |
| Bergkapelle                          | Poltersdorf, nordwestlich des Ortes Lage               | um 1625                    | Bergkapelle, Putzbau, um 1625 | Fotos hochladen                         |
| Wegekreuz                            | Poltersdorf, östlich des Ortes an der B 49 Lage        | 1743                       | Wegekreuz, Basalt, bezeichnet 1743 | Fotos hochladen                         |
| Fährturm                             | Poltersdorf, südlich des Ortes am Moselufer Lage       | 19. Jahrhundert            | Fährturm; Bruchsteinbau, Kegeldach, 19. Jahrhundert (?) | weitere Bilder Fotos hochladen          |

## Ehemalige Kulturdenkmäler
| Bezeichnung | Lage                        | Baujahr         | Beschreibung | Bild |
| ----------- | --------------------------- | --------------- | --- | ---- |
| Wohnhaus    | Ellenz, Hauptstraße 37 Lage | 16. Jahrhundert | großes L-förmiges Gebäude, im Kern wohl aus dem 16. Jahrhundert, Vorderhaus bezeichnet 1911, im Kern älter; abgebrochen | BW   |